# El olvidado mundo de Barney
El olvidado mundo de Barney (en inglés: The Bumblebee Flies Anyway) es una película de drama estadounidense del año 1999, protagonizada por Elijah Wood y dirigida por Martin Duffy. Se basa en la novela homónima de Robert Cormier.

## Argumento
Barney Snow (Elijah Wood) es un joven que despierta en un hospital sin recordar por qué está allí. Todo lo que tiene es su nombre y algunos vagos recuerdos de un accidente automovilístico. Se supone que se encuentra en el hospital por una amnesia provocada por un accidente y se instala allí para tratar de recuperarse. Pronto se da cuenta de que todos los demás residentes de la clínica sufren de enfermedades terminales. Barney empieza a conocer a los otros pacientes del hospital y pronto se hace amigo de Mazzo (Joseph Perrino), un muchacho que sufre de cáncer terminal. Barney queda inmediatamente enamorado de la hermana gemela de este, Cassie (Rachael Leigh Cook).
En sus paseos, tanto en el interior de sus recuerdos rotos o a través de las salas del hospital, Barney empieza a sufrir continuos dolores sin motivo y a darse cuenta de que no hubo ningún accidente de coche. Su amigo Billy le aconseja que le cuente a alguien sobre sus dolores y Barney decide hablar con la Dr. Harriman (Janeane Garofalo) quién le revela que ella fue la responsable de inducirle la amnesia para hacerle olvidar todo su pasado. Barney exige saber por qué, y Harriman le dice que tiene cáncer. El procedimiento experimental que Barney está experimentando está tratando de probar el poder de la mente para combatir el cáncer. Barney se había ofrecido voluntariamente para el tratamiento con la esperanza de una cura milagrosa. La teoría era que si Barney no sabía que tenía cáncer, el cuerpo podía dejar de crear las células cancerosas. La explicación que da Harriman proviene de una vieja leyenda urbana que, basándose en razones de peso y resistencia, los abejorros son aerodinámicamente incapaces de volar sin embargo, la teoría dice que el abejorro no lo sabe por lo que vuelan de todos modos.
Dividido entre la esperanza de una cura y su deseo de continuar su relación con Cassie, Barney se ve obligado a elegir entre pasar por el procedimiento de amnesia de nuevo, o permanecer con los recuerdos y los conocimientos que ha adquirido hasta el momento poniendo en riesgo su vida.

## Elenco
- Elijah Wood - Barney Snow
- Janeane Garofalo -  Doctora Harriman
- Rachael Leigh Cook - Cassie
- Joseph Perrino - Mazzo
- George O. Gore II - Billy
- Roger Rees — Dr. Croft
- Oni Faida Lampley — Enfermera Bascam
- Jeffrey Force — Allie Roon
- Christopher Mark Petrizzo — Chris Ronson
- Samuel Haft — Samuel Ronson
- John E. Mack — Willy/Celador